# Megan Whalen Turner

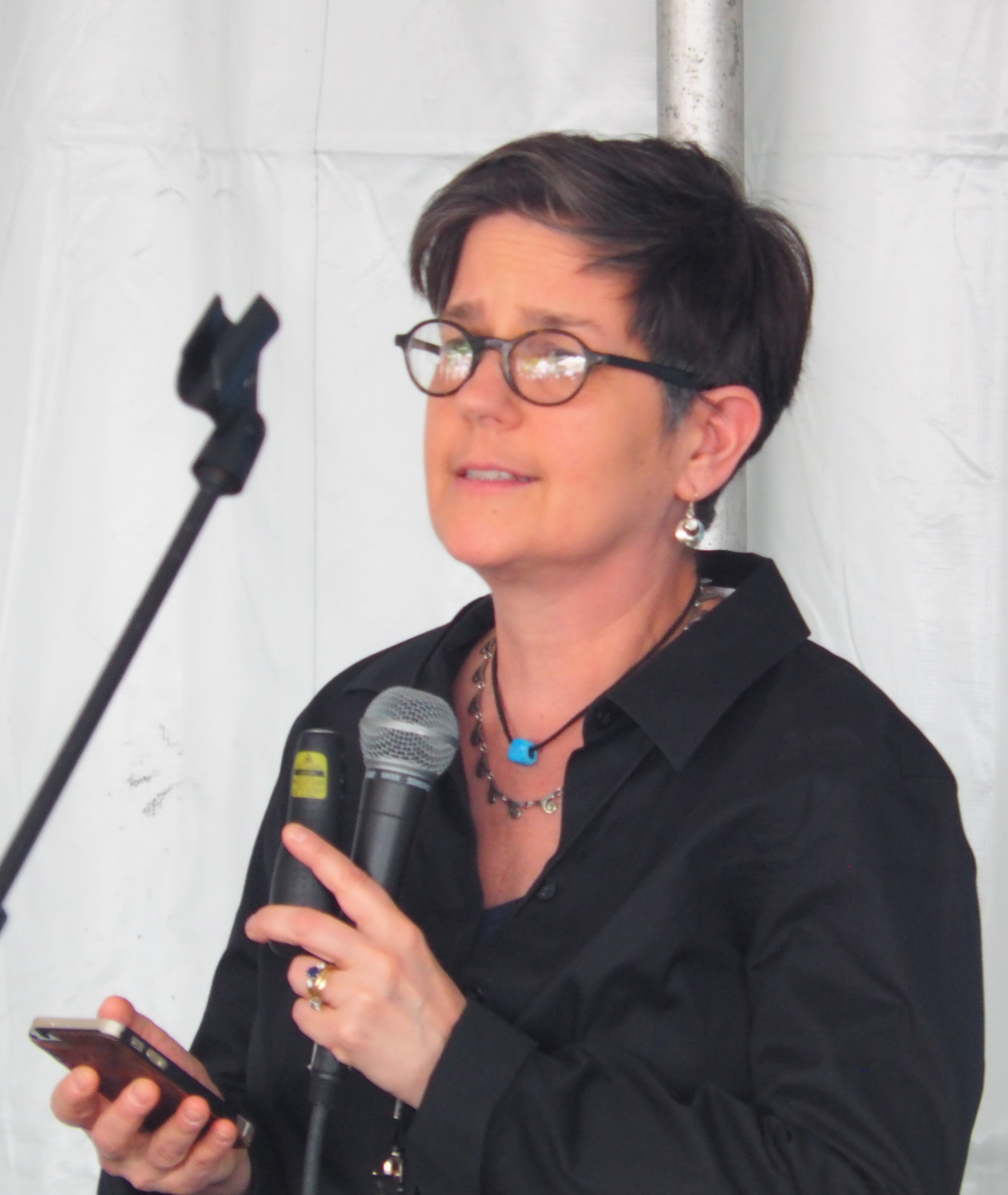
Megan Whalen Turner

Megan Whalen Turner (1965) is een Amerikaans schrijfster van fantasy voor jongvolwassenen. Ze studeerde af aan de Universiteit van Chicago in 1987 in Engelse taal en literatuur, en is het meest bekend door de serie rondom het personage Eugenides, die fans The Queen's Thief hebben genoemd, aangezien Turner zelf geen naam heeft bedacht voor de serie. 
Naast boeken is Turner ook een schrijfster van korte verhalen, waaronder de collectie Instead of Three Wishes. Haar man is de cognitieve wetenschapper Mark Turner. Ze hebben samen drie zoons.

### The Queen's Thief
- 1996 - The Thief
- 2000 - The Queen of Attolia
- 2006 - The King of Attolia
- 2010 - A Conspiracy of Kings
- 2017 - Thick as Thieves

## Prijzen
- In 1997 werd het boek The Thief' genomineerd voor de Newbery Medal.
- In 2011 werd voor haar boekreeks The Queen's Thief de Mythopoeic Fantasy Award for Teens Literature aan haar toegekend.